# Andrzej Gorzeński

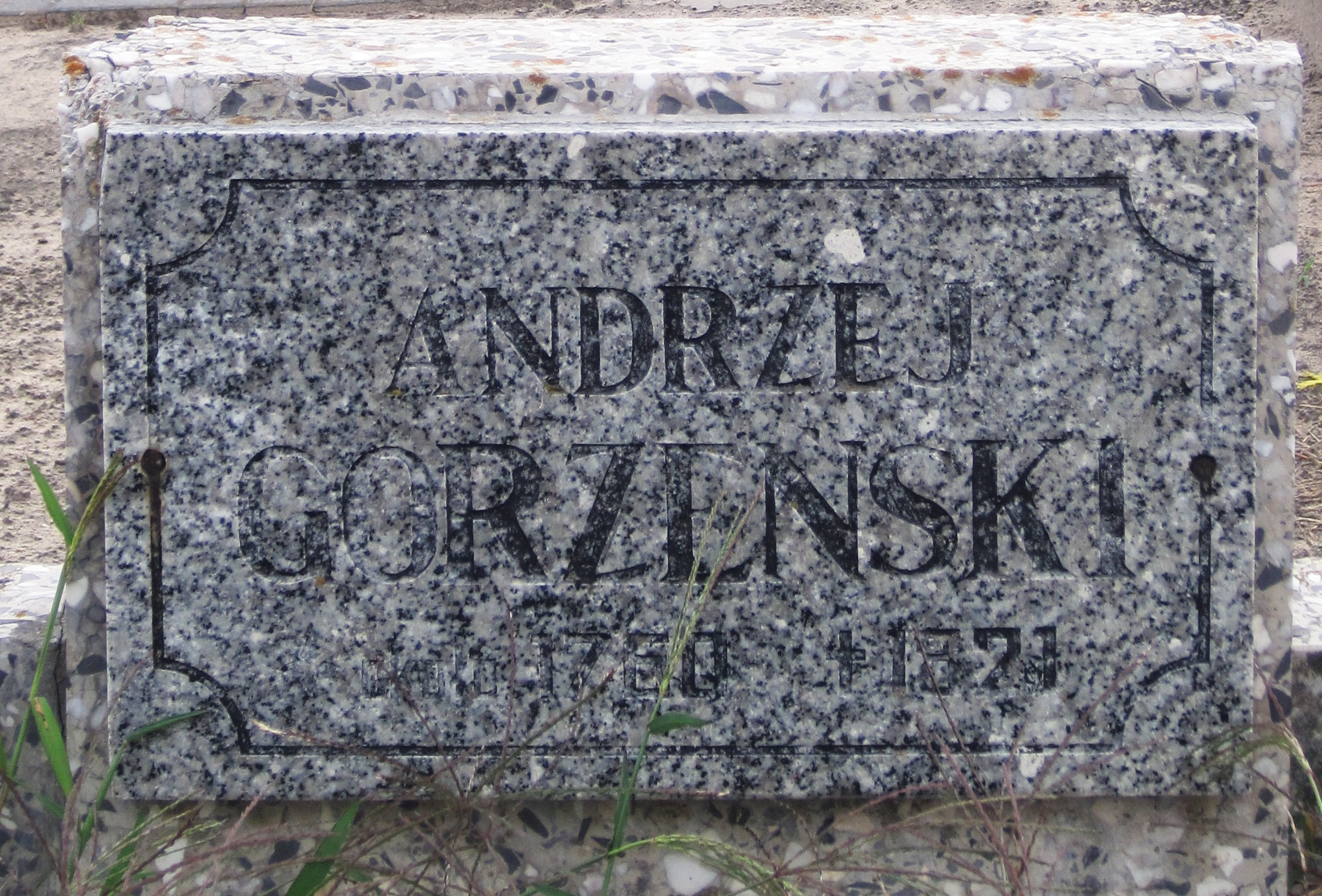
Kamień nagrobny Andrzeja Gorzeńskiego na cmentarzu we Lgowie

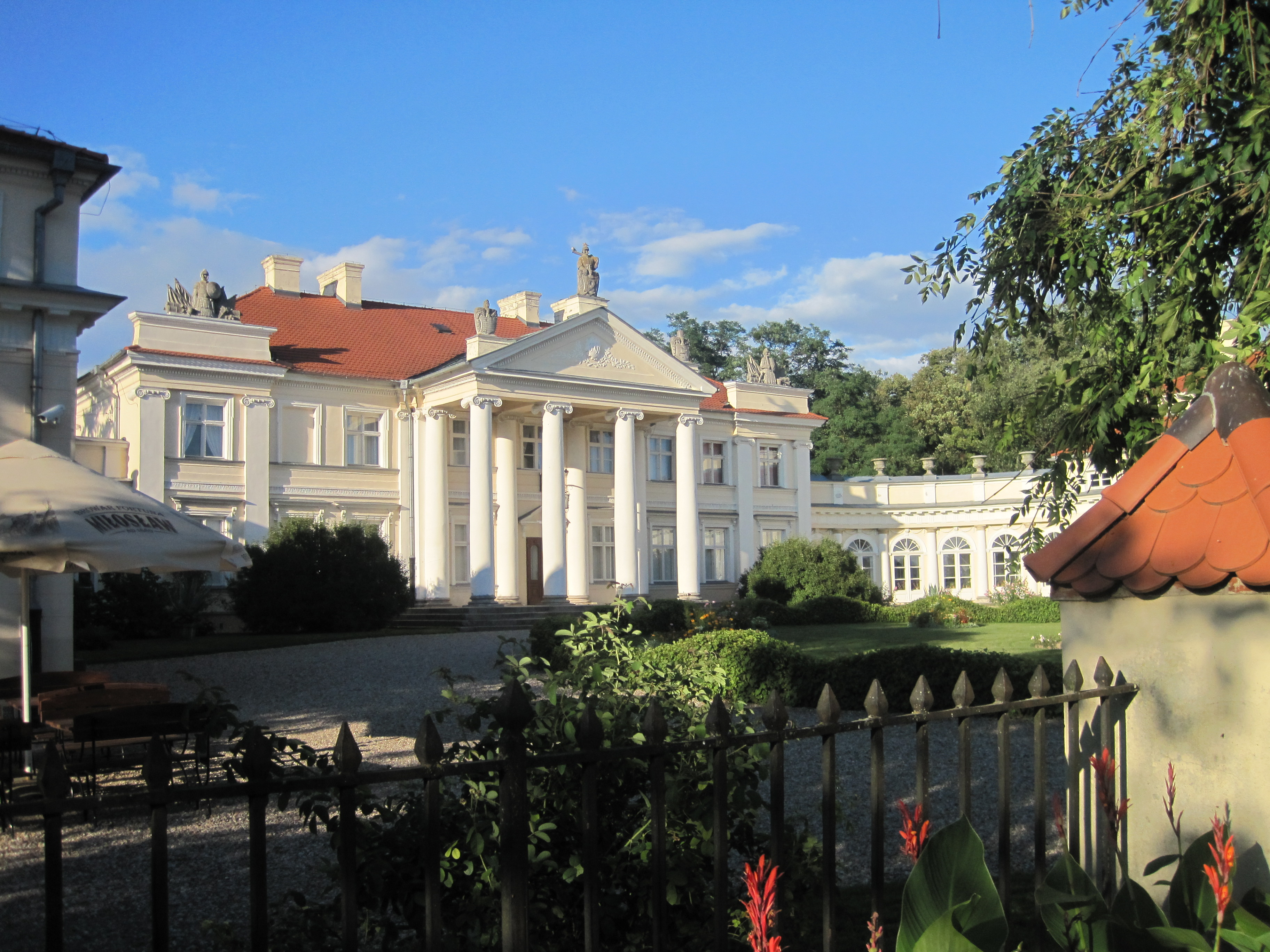
Andrzej Gorzeński był fundatorem i pierwszym właścicielem pałacu w Śmiełowie (do roku 1821).

Andrzej Ostroróg-Gorzeński herbu Nałęcz (ur. 1752 w Łukowie, zm. 6 lutego 1821 w Śmiełowie) – prawnik, regent grodzki poznański, szambelan królewski, wolnomularz, fundator i pierwszy właściciel pałacu w Śmiełowie.

## Życiorys
Andrzej Gorzeński był najstarszym z ośmiorga dzieci Franciszka Gorzeńskiego, pułkownika wojsk koronnych i posła na sejm, oraz jego drugiej żony Apolonii z Łochyńskich herbu Jelita. Otrzymał wykształcenie prawnicze i pełnił funkcję regenta grodzkiego poznańskiego, po czym od 1790 roku był gnieźnieńskim komisarzem cywilnym. W okresie Księstwa Warszawskiego został prezesem Trybunału Cywilnego w departamencie poznańskim, a w 1815 roku, po utworzeniu Wielkiego Księstwa Poznańskiego, objął stanowisko pierwszego prezesa Najwyższego Sądu Apelacyjnego. Na zewnątrz lojalny wobec władz pruskich, był kawalerem wielkiej wstęgi pruskiego Orderu Orła Czerwonego I klasy (według innych źródeł – II klasy). Pod ową maską ugodowca kryła się jednak osobowość wolnomularza, ściśle związana z patriotycznymi wartościami tradycji szlacheckich. Jako sędzia demonstracyjnie ubierał się w polski kontusz. Przyjaźnił się z wieloma wybitnymi postaciami epoki: Józefem Wybickim, Henrykiem Dąbrowskim, i Janem Śniadeckim.
Z Józefą z Morawskich Gorzeńską miał trzy córki (Teklę Krzycką, Praksedę Łakińską, Otylię Grabską Czapską) i pięciu synów, w tym porucznika armii napoleońskiej Stanisława Gorzeńskiego (zginął 11 sierpnia 1809 roku w bitwie pod Almonacid) i Hieronima Gorzeńskiego, spadkobiercę pałacu śmiełowskiego. Młodsi synowie, Wit i Prot Gorzeńscy, studiowali w Wilnie pod opieką Jana Śniadeckiego. Poznali tam młodego studenta Uniwersytetu Wileńskiego – Adama Mickiewicza. Andrzej Gorzeński był także ojcem chrzestnym późniejszego generała w Powstaniu Listopadowym – Ignacego Prądzyńskiego.
Zmarł 6 lutego 1821 roku w pałacu śmiełowskim. Jego syn, Hieronim Gorzeński, zlecił budowę rodowej kaplicy grobowej w sąsiednim Lgowie – tam też spoczęło ciało Andrzeja Gorzeńskiego, ubrane w tradycyjny kontusz szlachecki. W XX wieku szczątki rodziny Gorzeńskich przeniesiono z kaplicy grobowej na cmentarz we Lgowie, gdzie spoczywają do dziś.
Andrzej Gorzeński zasłynął głównie jako fundator pałacu w Śmiełowie, jednego z najważniejszych przykładów architektury rezydencjonalnej doby Oświecenia. Według niektórych hipotez, pomysł wybudowania nowej, murowanej siedziby rodowej w wielkopolskim Śmiełowie, miejscu odznaczającym się wyjątkowymi walorami krajobrazowymi, podsunął Gorzeńskiemu wybitny polski astronom – Jan Śniadecki. Budowy pałacu podjął się ok. 1797 roku warszawski architekt doby Oświecenia – Stanisław Zawadzki. Jego talent i usługi polecił Andrzejowi Gorzeńskiemu spokrewniony z nim Augustyn Gorzeński z Dobrzycy.
Andrzej Gorzeński był masonem, co stało się później źródłem spekulacji, jakoby kształt pałacu śmiełowskiego przypominał literę „G”, nawiązującą do wolnomularskiej symboliki pojęć Gott (Bóg) lub Geometrie. Według innych wersji, litera „G” miała tutaj nawiązywać do pierwszej litery nazwiska fundatora (Gorzeński).
Dziś w pałacu Andrzeja Gorzeńskiego w Śmiełowie mieści się jedyne w Polsce muzeum Adama Mickiewicza, który mieszkał w pałacu przez kilka tygodni latem 1831 roku.